# Paulina Flores
Paulina Flores Rojas (Santiago, 30 de diciembre de 1988) es una escritora chilena.

## Biografía
Paulina Flores vivió su infancia en Conchalí, comuna al norte de Santiago, donde vivió hasta los dieciocho años.  Realizó sus estudios secundarios en la Academia de Humanidades de Recoleta, luego ingresó a la Universidad de Chile y se licenció en Lengua y Literatura Hispánica. Luego de egresar, comenzó a enseñar en un liceo 2x1 para estudiantes que no terminaron la secundaria. Asistió a los talleres literarios de Luis López-Aliaga y Alejandro Zambra.
En 2011 se le otorgó la beca del Fondo Nacional de Fomento del Libro y la Lectura, y tres años más tarde su cuento «Qué vergüenza» fue galardonado con el Premio Roberto Bolaño. Su primer libro, es un conjunto de nueve relatos publicados bajo el mismo título, Qué vergüenza, en 2015 por la editorial Hueders y el 2016 por Seix Barral. Su obra fue aplaudida por la crítica gracias a su solidez, originalidad y la madurez de su escritura. Obtuvo el premio Municipal de Literatura, el premio del Círculo de Críticos de Arte y en 2019 el Bauer Giovanni, en Venecia. 
A principios de 2021, se trasladó a España y comenzó a estudiar en Barcelona, en la Universidad Pompeu Fabra, donde obtuvo un master en Escritura Creativa. En abril del mismo año fue seleccionada por la revista Granta como uno de los 25 mejores escritores jóvenes en españoly el primero de mayo salió su primera novela, Isla decepción (Seix Barral, 2021), con la que obtuvo el Premio LINC al mejor libro del año en la categoría de ficción, y fue traducida al inglés, japonés y holandés, entre otros idiomas.
Además de profesora, ha sido conductora del podcast Confieso que he leído, realiza charlas y diversos talleres de escritura. También ha tenido un importante aporte como columnista en El País. Respecto a su estilo literario, como cuentista y novelista, ha sido adscrita al grupo de escritores «ochenteros» de la narrativa post-boom. 
En 2025, publicó su segunda novela, La próxima vez que te vea, te mato. 

## Obras
- Qué vergüenza, Hueders, Santiago, 2015 (Seix Barral, Barcelona, 2016). Contiene 9 relatos:
  - «Qué vergüenza»; «Teresa»; «Talcahuano»; «Olvidar a Freddy»; «Tía Nana»; «Últimas vacaciones»; «Espíritu americano»; «Laika»; y «Afortunada de mí»
- Isla decepción, novela, Seix Barral, 2021.
- La próxima vez que te vea, te mato, novela, Anagrama, 2025.

## Premios y reconocimientos
- Beca del Fondo Nacional de Fomento del Libro y la Lectura (2011).
- Premio Roberto Bolaño por el cuento «Qué vergüenza».
- Premio Municipal de Literatura de Santiago 2016 por la recopilación de relatos Qué vergüenza.
- Premio del Círculo de Críticos de Arte por el libro Qué vergüenza.
- Premio Bauer Giovanni, Venecia, Italia, 2019.[8]
- En 2021 fue incluida en la Revista literaria y editorial Granta.[11]